# Gênes (Rendeux)
Pour les articles homonymes, voir Gênes (homonymie).

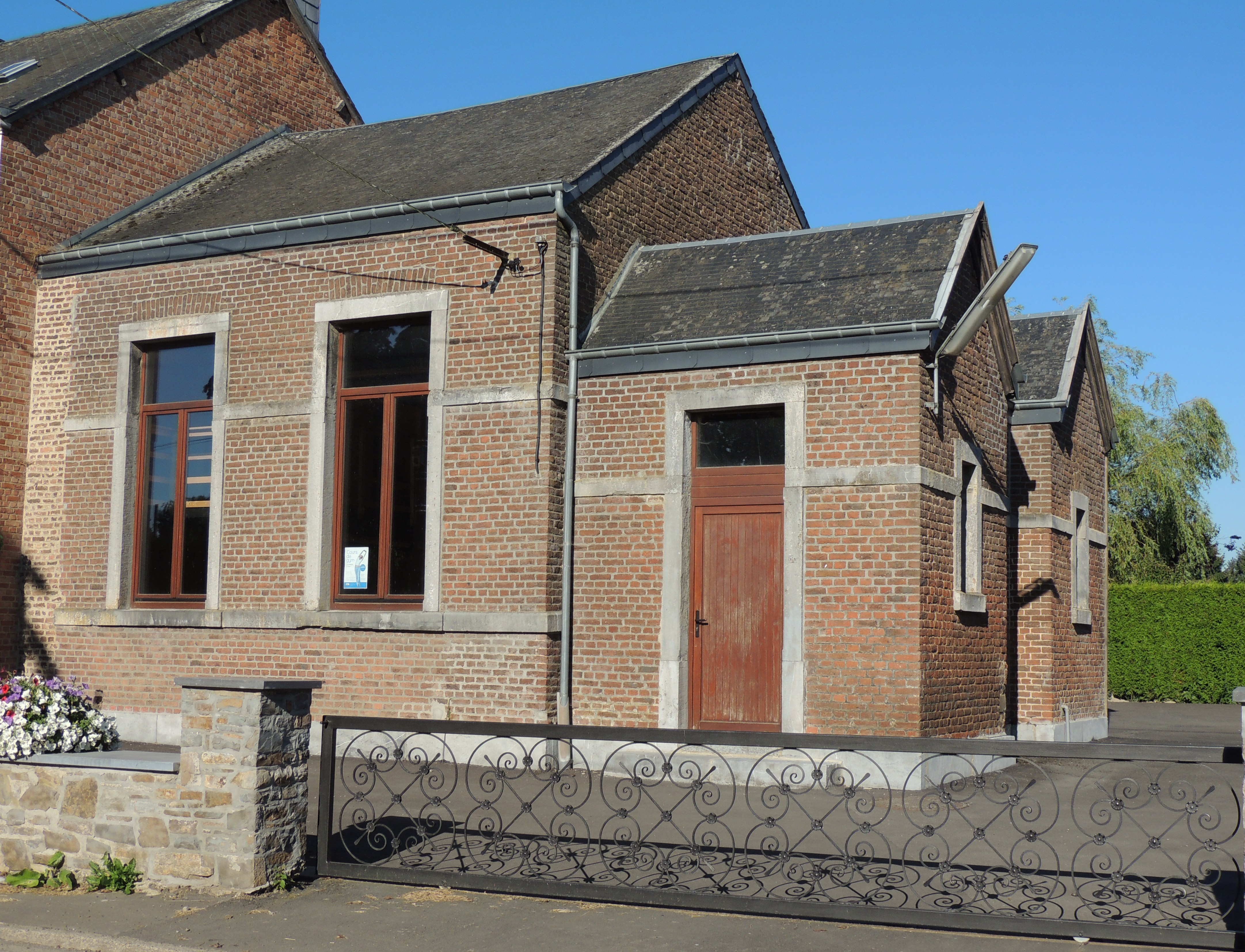
Construite en 1883, l'école communale de Gênes a formé quatre générations d'écoliers du village.

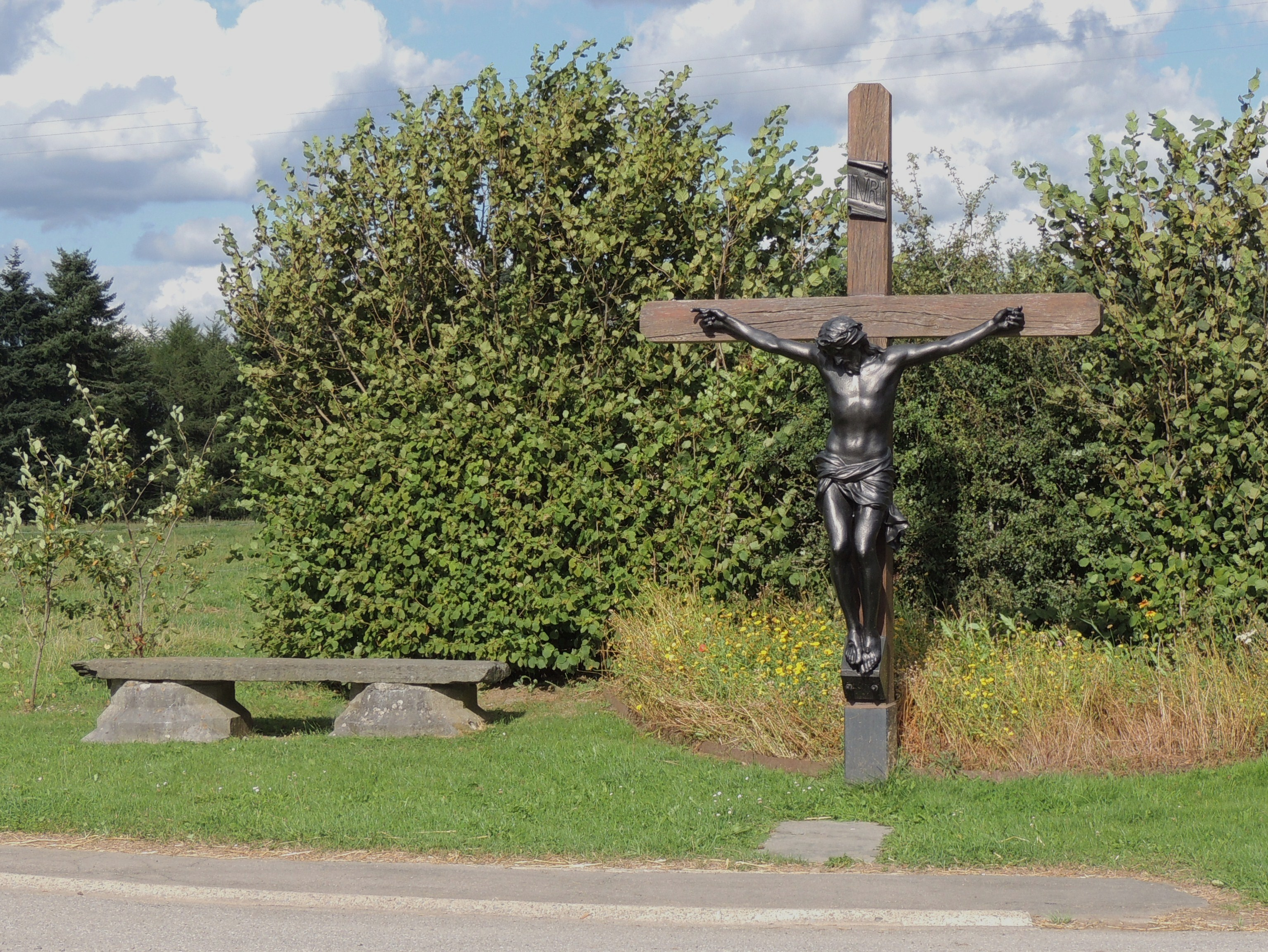
Cette croix qui s'élève à l'entrée du village de Gênes a été érigée en l'honneur des habitants retenus prisonniers de guerre lors de la 2e Guerre mondiale.

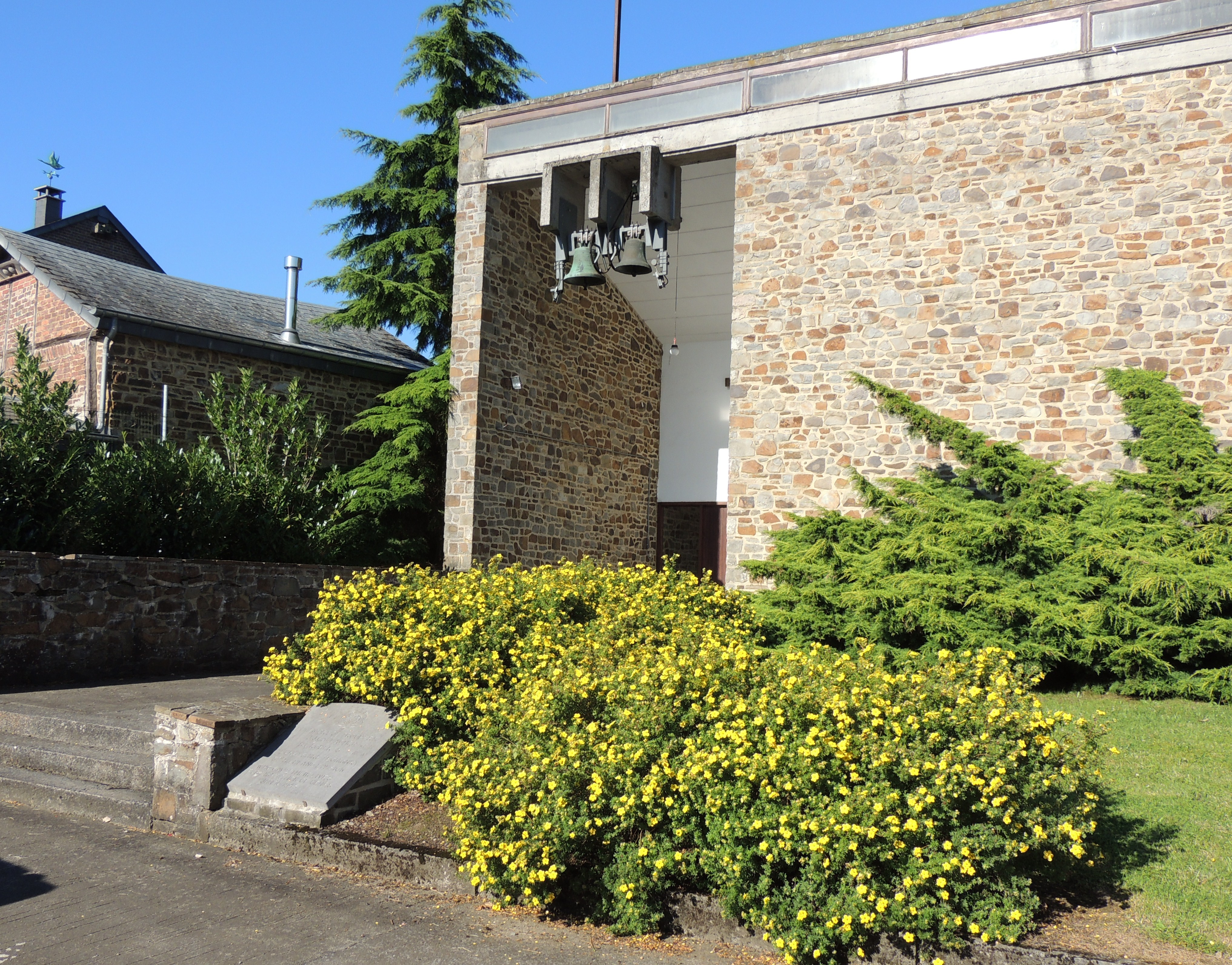
L'ancienne église ayant été détruite lors de la Seconde Guerre mondiale, une église résolument moderne a été construite au même emplacement. Œuvre des architectes Bastin, Lamarche et Van Oost, elle a été mise en service à la Toussaint de 1967 et inaugurée officiellement en mai 1968.

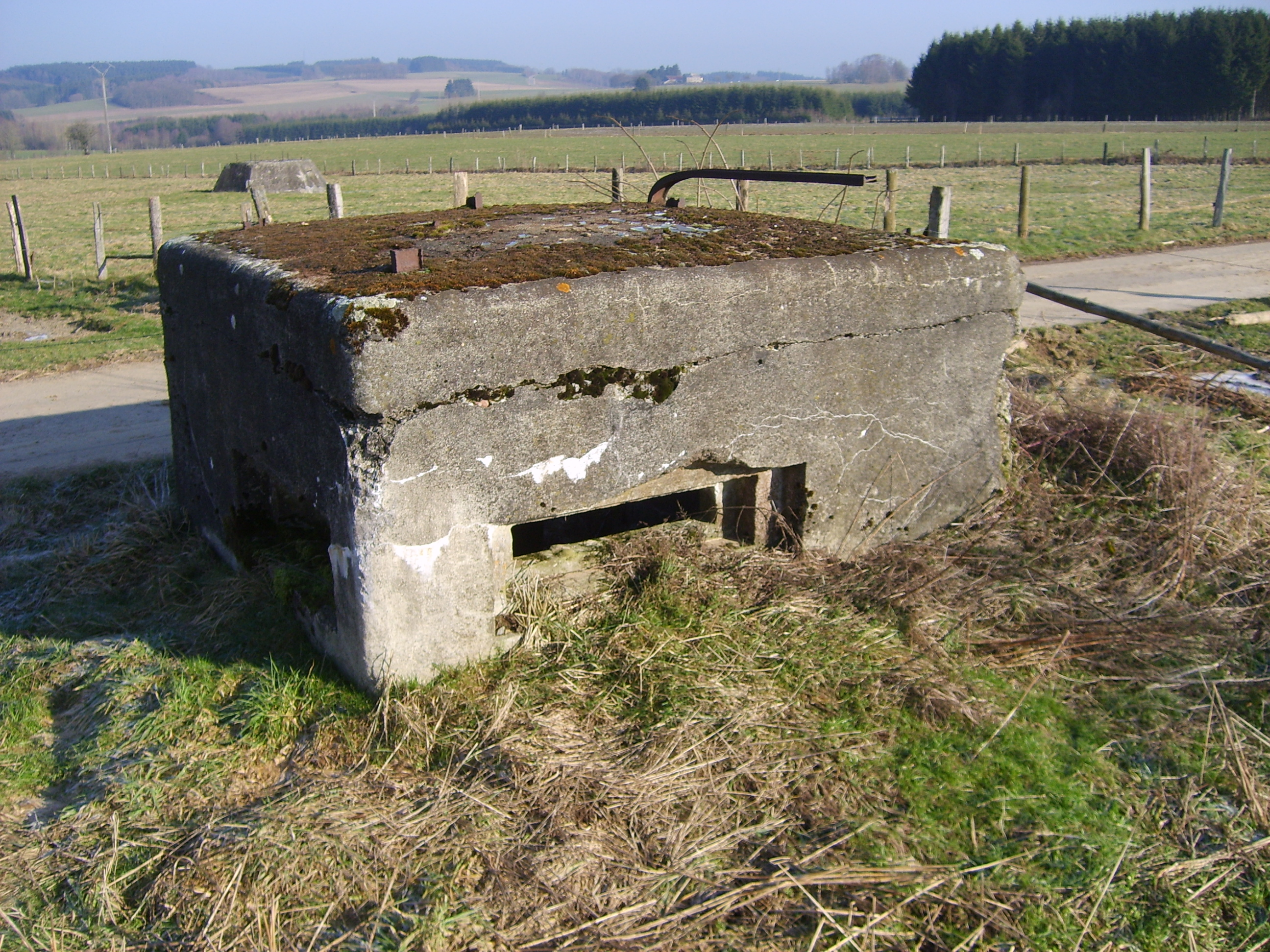
Poste de garde contrôlant l'accès ouest du camp allemand.

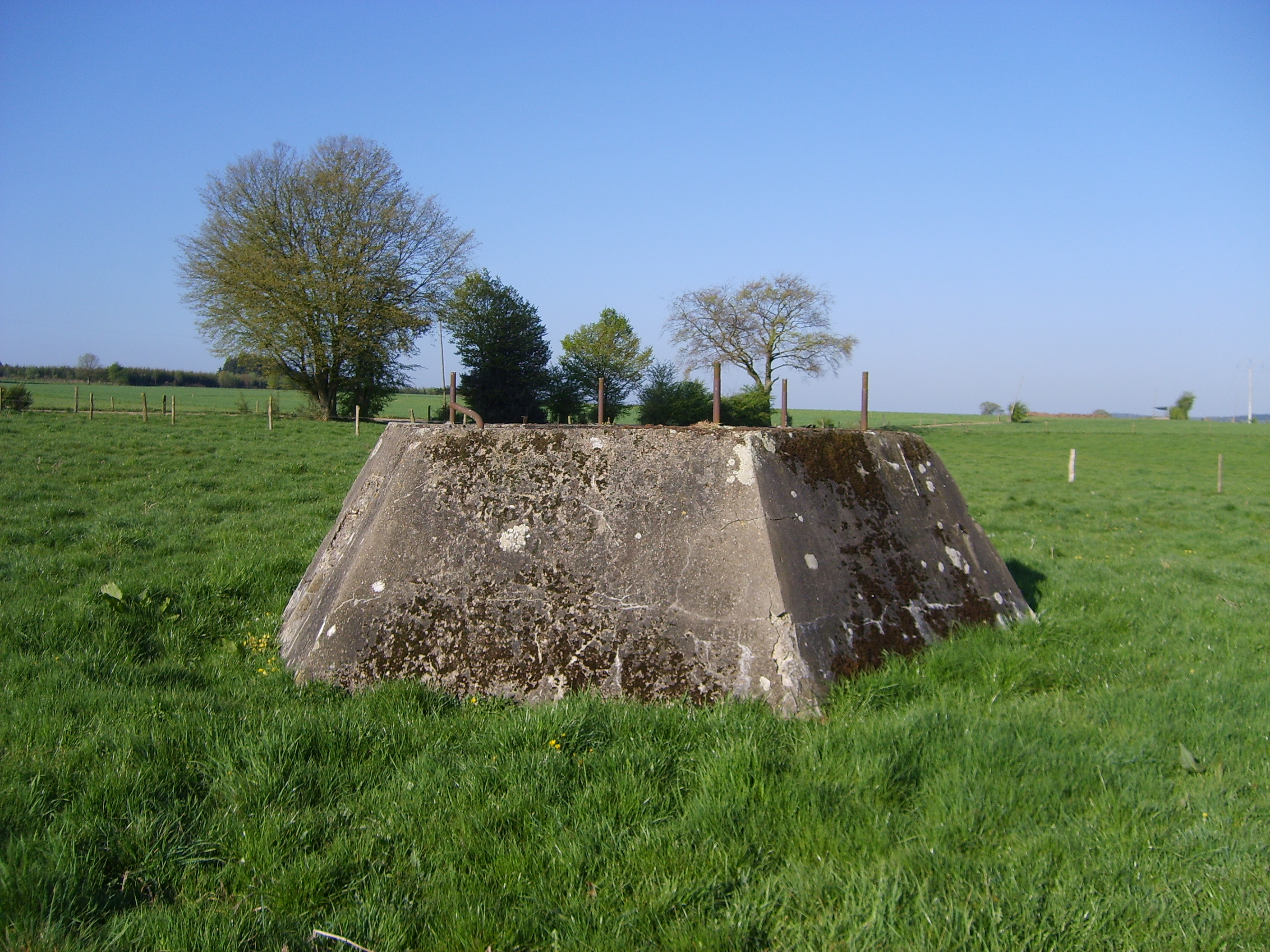
Le camp allemand établi à Gênes pendant la Seconde Guerre mondiale était un camp de repérage aérien. Il comptait un radar Freya et deux radars Würzburg Riese. La photo montre le socle d'un des radars Würzburg

Gênes (en wallon Djên'n) est un village de la section de Hodister dans la commune de Rendeux située en Région wallonne dans la province de Luxembourg. Gentilé: les Djènanrs.

## Géographie
Le village de Gênes s'étire sur un plateau constitutif de la ligne de partage des eaux entre les rivières Ourthe et Lesse. Deux ruisseaux principaux drainent ses eaux : le Ruisseau du Fond de Gênes, qui court vers l'Ourthe, et le Ruisseau des Clairs Chênes, qui serpente vers la Lesse. Son altitude au niveau de l'église est de 385 mètres et elle est de 405 mètres à sa lisière sud. Bien que situé entre La Roche-en-Ardenne et Marche-en-Famenne, il appartient clairement à la région géographique de l'Ardenne belge, selon les critères le plus communément admis : sol à prédominance schisteuse, vallées profondes et vastes forêts. Son climat est d'ailleurs plus rude que celui de la Famenne voisine. La campagne qui l'entoure de près et la forêt qui couvre sa périphérie sont ses deux univers, témoins de l'activité économique passée et présente.

## Histoire
Le nom du village apparaît officiellement pour la première fois, sous l'orthographe Jenne, dans une liste dressée en 1472, reprenant le nom des chefs de ménage astreints à l'impôt. Ils sont quatre à devoir s'acquitter de cette charge : la veuve Maron, Lambot, Grigoire et Jehan le Bouvier. Un des premiers habitants à apparaître dans un texte de justice est Jehan Lepoy, « covellier » (tonnelier), lorsque, en 1561, les magistrats de La Roche sont appelés à se prononcer sur un délai de rachat. Un autre habitant, dénommé Jehan de Cielle, sera condamné en 1586 à porter les pierres de justice de la maison de ville de La Roche jusqu'à l'église. Il lui était reproché d'avoir recelé un setier de seigle dérobé par ses enfants dans la maison du seigneur de Hodister. La première mention de Gênes sur une carte géographique remonte à 1585 ; elle est due à Mercator. Dans la suite, les graphies différentes ne manquent pas : Jaine, Janne, Géne, Gine ou Gennes, avant de se fixer sur Gênes. Sous l'Ancien Régime Gênes faisait partie de la seigneurie de Hodister, dans le  comté de La Roche, duché de Luxembourg. En raison de cette appartenance au duché de Luxembourg, Gênes n'a rejoint la Belgique indépendante qu'en 1839.
Comme en témoigne la plaquette "Pro Patria 14-18" apposée à l'entrée du cimetière, plusieurs habitants de Gênes qui ont combattu au cours de la Première Guerre mondiale, sont inhumés dans ce lieu de repos. Ils ont nom : Victor Henin, Joseph Hollange, Emile Mousny et Joseph Petit.
Pendant la Seconde Guerre mondiale, les Allemands ont construit à proximité du village un camp équipé de radars, il a été bombardé en mai 1944,. En décembre 1944, le village a été fortement bombardé et un bombardier de la Royal Air Force a été abattu à proximité. Au terme de la Bataille des Ardennes, Gênes a été libéré le 10 janvier 1945. Les premiers éléments à y pénétrer appartenaient au 2nd Derbyshire Yeomanry qui faisait partie de la 51st Highland Division britannique.

## Économie et société
Jusqu'au milieu du XXe siècle, Gênes était un village essentiellement agricole : hormis le vicaire, l'instituteur, le menuisier ou le forgeron, pratiquement tous les habitants étaient agriculteurs. Selon les saisons, ils complétaient cette activité de base en travaillant dans la forêt. Dans les années 1880, la pression démographique confrontée à un espace agricole non extensible a entraîné l'émigration de plusieurs familles, notamment vers la France, pour travailler dans une filature à Chiry-Ourscamp, dans le département de l'Oise. La laiterie coopérative Saint-Isidore, constituée en 1933, a fonctionné jusqu'en 1966. Elle a non seulement permis l’écrémage et la fabrication du beurre, mais elle a aussi été un lieu de rencontre sociale pour la plupart des agriculteurs qui s'y croisaient matin et soir pendant l’écrémage. De nos jours, trois exploitations agricoles gèrent l'entièreté des terres du village. Une entreprise de construction est établie dans le village et plusieurs gîtes y accueillent les touristes de passage.

## Patrimoine
- L'église, dédiée à saint Isidore, le patron des agriculteurs, a été mise en service en 1967. Son architecte principal est Roger Bastin[15]. La toute première chapelle date de 1714. Comme les gens de Gênes devaient se rendre à Hodister pour les offices religieux, ils ont construit eux-mêmes une chapelle et ils ont mis des biens à disposition pour la subsistance d'un prêtre, cela pour la commodité de la messe tous les jours et pour faire instruire les enfants de la paroisse[16].
- Outre l'église, plusieurs maisons sont reprises au patrimoine architectural de Wallonie. Elles sont situées rue des Fagnes (no 1 et 3) et rue Saint-Isidore (no 3, 4, 8, 9, 17, 25, et 32)[17].
- La tombe du Commonwealth où repose le trooper John Gallagher [18]
- La stèle en l'honneur des soldats britanniques tués lors de la Bataille des Ardennes.
- La Croix des Prisonniers, élevée en 1942 à l'entrée nord du village.
- La Croix du Curé, érigée dans la campagne à l'endroit où l'abbé Jean Nicolas Brice Biette, curé de Hodister et Gênes, est décédé le 28 avril 1814[19]. Actuellement enlevée pour restauration.
- Les vestiges d'un camp allemand bombardé en mai 1944.
- Le Vieux-Hêtre, arbre remarquable, multiséculaire.